# سفارت اوکراین در هلسینکی
سفارت اوکراین در هلسینکی نمایندگی دیپلماتیک اوکراین در فنلاند است که در هلسینکی واقع شده‌است.

## تاریخ
فنلاند یکی از اولین کشورهایی است که اوکراین را در سال ۱۹۱۸ به رسمیت شناخت و نمایندگی دیپلماتیک خود را در کیف آغاز کرد. نمایندگی دیپلماتیک اوکراین در میان شش سفارتخانه خارجی اول در هلسینکی مستقر شد.